# Вибух може статись
Вибух може статись (англ. Blowups Happen) — науково-фантастичне оповідання Роберта Гайнлайна. Входить в цикл творів «Історія майбутнього». Опубліковане журналом Astounding Science Fiction в 1940.

## Сюжет
Оповідання описує напружену роботу працівників ядерного реактора. Гайнлайн уявляв роботу ядерного реактора як серію мікро-вибухів, а не як теперішні стаціонарні генератори тепла. Як наслідок, робота була вкрай небезпечна, і найменша помилка може стати катастрофічною. Весь технічний персонал контролюється психологами, які мають право відсторонювати їх від роботи одразу як замітять зміни в поведінці, щоб це не призвело до катастрофи. Від цього виникають постійні конфлікти між працівниками та психологами.
Директор викликає з університету доктора Ленца, вигаданого учня Альфреда Корзибського, для аналізу ситуації. Виявляється, що розрахунки стійкості реактора значно недооцінюють масштаб наслідків, якщо реактор вийде з-під контролю. Ситуація виглядає тупиковою, оскільки енергія, вироблена реактором, надзвичайно необхідна на Землі, бо нафта була монополізована військовими. Використовуючи свій метод, Ленц допомагає психологам пом'якшити тиск, який завдає шкоди працівникам реактора. Рішення Ленца враховує соціальні, психологічні, фізичні та економічні чинники.
Одним з побічних продуктів реактора є більш стабільне ядерне пальне, яке також може використовуватися для двигунів ракет. Озброєні своїми теоріями та новим паливом, головні дійові особи проводять кампанію, спрямовану на те, щоб реактор був закритий, переміщений у космос і використовувався для виробництва палива, який забезпечить потреби Землі і витягне людство в космічний простір.

## Зв'язок з іншими творами
- Нафтова криза згадується в творі «Дороги повинні рухатися»;
- В творі «Людина, що продала Місяць» йдеться про вибух перенесеного в космос ядерного реактора.